# Ulee Gajah
Ulee Gajah is een bestuurslaag in het regentschap Bireuen van de provincie Atjeh, Indonesië. Ulee Gajah telt 438 inwoners (volkstelling 2010).